# Araucoderus gloriosus
Araucoderus gloriosus är en tvåvingeart som först beskrevs av Alexander 1920.  Araucoderus gloriosus ingår i släktet Araucoderus och familjen Tanyderidae. Inga underarter finns listade.